# Basilianus jacquesi
Basilianus jacquesi is een keversoort uit de familie Passalidae. De wetenschappelijke naam van de soort is voor het eerst geldig gepubliceerd in 1993 door Boucher.